# Rákosfalva

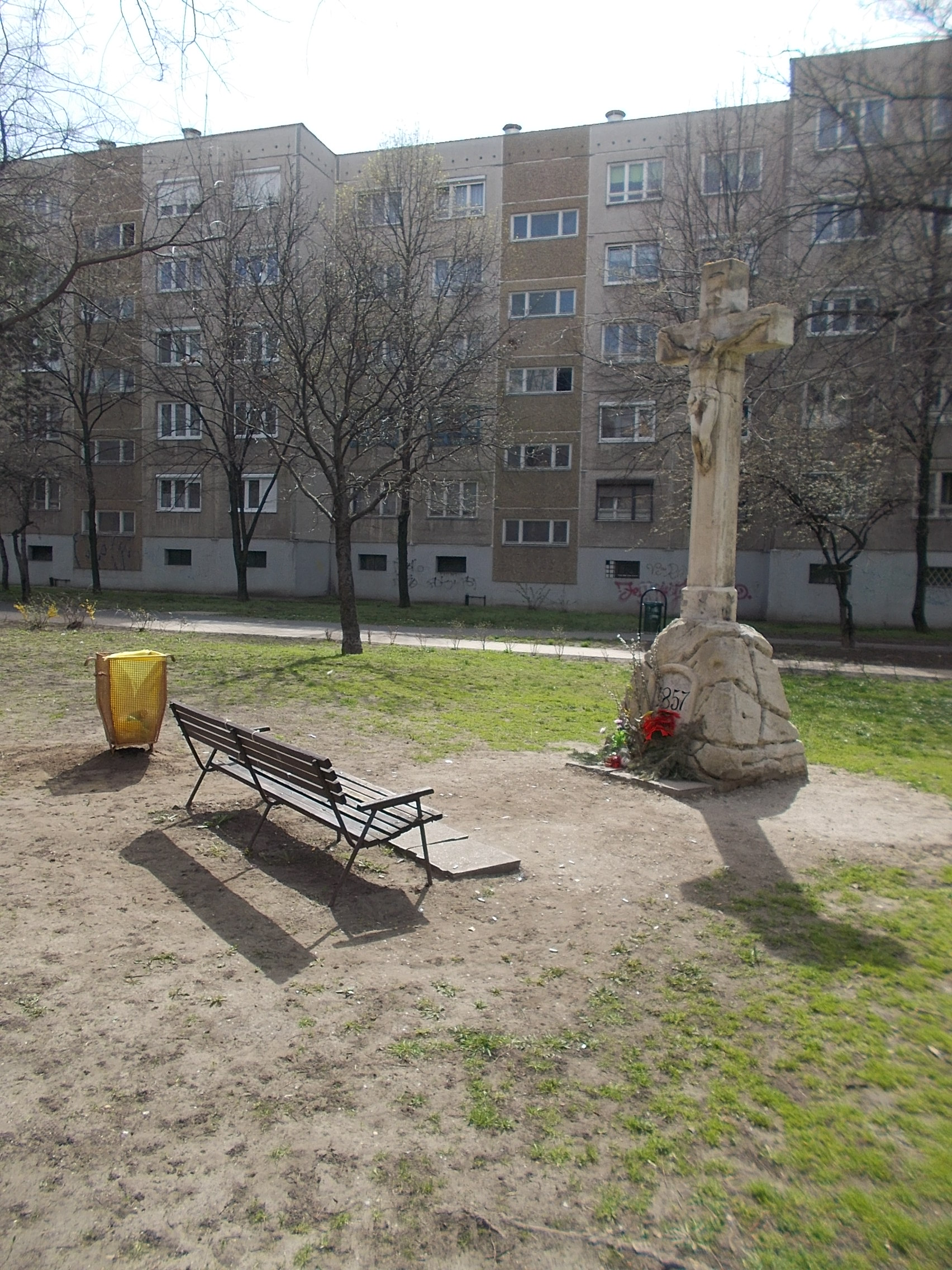
Park a panelový dům.

Rákosfalva je název pro panelové sídliště, které se nachází východně od centra maďarské metropole Budapešti. Administrativně je součástí XIV. obvodu.
Území dnešní Rákosfalvy bylo připojeno k Budapešti sloučením obou měst v roce 1873. V roce 1880 sem byla zavedena železnice. V druhé dekádě 20. století zde vypukla epidemie chovných zvířat, což přinutilo místní vybudovat kanalizaci. Tehdy v lokalitě obklopující silnici z Budapešti směrem ke Gödöllő již existovaly první ulice a stály nižší domy. Jižně od nich existovalo rovněž i vojenské cvičiště. Současné panelové sídliště zde vzniklo na přelomu 60. a 70. let 20. století. Pro jeho realizaci musela být část původních domů zbourána.
Dopravně je spojeno se zbytkem města pomocí příměstské železnice HÉV a hlavně linky metra M2, která sem vede ze samotného centra.